# Мови Землян

## Офіційні мови світу
У даній сторінці будуть категоризовані мови усіх країн на планеті Земля (тільки мови які є офіційними у принаймні одній признаній державі світу)

### Ось офіційний перелік мов, які використовуються в Організації Об'єднаних Націй:
- Англійська
- Арабська
- Іспанська
- Китайська
- Російська
- Французька

## Європа
- Албанська: Албанія, Косово.
- Англійська: Великобританія, Ірландія, Мальта.
- Білоруська: Білорусь.
- Болгарська: Болгарія.
- Боснійська: Боснія і Герцеговина, Косово.
- Ватиканська: Ватикан.
- Грецька: Греція, Кіпр.
- Данська: Данія.
- Естонська: Естонія.
- Ісландська: Ісландія.
- Іспанська: Іспанія.
- Італійська: Італія, Сан-Марино, Ватикан, Швейцарія.
- Казахська: Казахстан.
- Латиська: Латвія.
- Литовська: Литва.
- Люксембурзька: Люксембург.
- Македонська: Північна Македонія.
- Мальтійська: Мальта.
- Молдовська (Румунська): Молдова.
- Німецька: Німеччина, Австрія, Швейцарія, Бельгія, Ліхтенштейн, Люксембург.
- Нідерландська: Нідерланди, Бельгія.
- Норвезька: Норвегія.
- Польська: Польща.
- Португальська: Португалія.
- Румунська: Румунія, Молдова.
- Російська: Росія, Білорусь, Казахстан, Киргизстан.
- Сербська: Сербія, Боснія і Герцеговина, Косово.
- Словацька: Словаччина.
- Словенська: Словенія.
- Українська: Україна.
- Угорська: Угорщина.
- Фінська: Фінляндія.
- Французька: Франція, Бельгія, Швейцарія, Люксембург, Монако.
- Хорватська: Хорватія, Боснія і Герцеговина.
- Чеська: Чехія.
- Шведська: Швеція, Фінляндія.

## Азія
- Абхазька: Абхазія (частково визнана).
- Азербайджанська: Азербайджан.
- Арабська: Єгипет, Ірак, Йорданія, Ліван, Оман, Палестина, Саудівська Аравія, Сирія, Ємен, Бахрейн, Кувейт, Катар, ОАЕ.
- Вірменська: Вірменія.
- Грузинська: Грузія.
- Дарі (Перська): Афганістан.
- Іврит: Ізраїль.
- Індонезійська: Індонезія.
- Камбоджійська: Камбоджа.
- Киргизька: Киргизстан.
- Китайська (мандаринська): Китай, Тайвань, Сінгапур.
- Корейська: Північна Корея, Південна Корея.
- Лаоська: Лаос.
- Малайська: Малайзія, Сінгапур, Бруней.
- Монгольська: Монголія.
- Непальська: Непал.
- Тайська: Таїланд.
- Таджицька: Таджикистан.
- Турецька: Туреччина, Кіпр.
- Туркменська: Туркменістан.
- Узбецька: Узбекистан.
- Урду: Пакистан, Індія.
- Фарсі (Перська): Іран.
- Філіппінська: Філіппіни.
- Хінді: Індія.
- Японська: Японія.

## Африка
- Амхарська: Ефіопія.
- Арабська: Алжир, Чад, Коморські Острови, Джибуті, Єгипет, Еритрея, Лівія, Мавританія, Марокко, Сомалі, Судан, Туніс.
- Англійська: Ботсвана, Бурунді, Гамбія, Гана, Замбія, Зімбабве, Кенія, Лесото, Ліберія, Малаві, Маврикій, Намібія, Нігерія, Південна Африка, Руанда, Сьєрра-Леоне, Свазіленд, Танзанія, Уганда, Камерун.
- Французька: Бенін, Буркіна-Фасо, Бурунді, Габон, Гвінея, Джибуті, Камерун, Конго, Демократична Республіка Конго, Кот-д'Івуар, Мадагаскар, Малі, Нігер, Руанда, Сенегал, Сейшельські Острови, Чад, Того, Центральноафриканська Республіка, Коморські Острови.
- Іспанська: Екваторіальна Гвінея, Західна Сахара.
- Португальська: Ангола, Кабо-Верде, Гвінея-Бісау, Мозамбік, Сан-Томе і Принсіпі.
- Африкаанс: Південна Африка, Намібія.
- Свахілі: Танзанія, Уганда, Кенія, Демократична Республіка Конго.

## Північна Америка
- Англійська: США, Канада, Багамські Острови, Барбадос, Беліз, Домініка, Гренада, Ямайка, Сент-Кітс і Невіс, Сент-Вінсент і Гренадини, Тринідад і Тобаго, Антигуа і Барбуда.
- Іспанська: Мексика, Коста-Ріка, Куба, Домініканська Республіка, Сальвадор, Гватемала, Гондурас, Нікарагуа, Панама.
- Французька: Канада, Гаїті.

## Південна Америка
- Іспанська: Аргентина, Болівія, Венесуела, Колумбія, Еквадор, Перу, Парагвай, Уругвай, Чилі.
- Португальська: Бразилія.
- Нідерландська: Суринам.
- Французька: Французька Гвіана (залежна територія, частина Франції).
- Кечуа: Болівія, Еквадор, Перу.
- Аймара: Болівія, Перу.
- Гуарані: Парагвай, Болівія.

## Океанія
- Англійська: Австралія, Нова Зеландія, Папуа-Нова Гвінея, Фіджі, Соломонові Острови, Вануату, Самоа, Тонга, Мікронезія, Кірибаті, Тувалу.
- Французька: Вануату.
- Папуа-Новогвінейська: Папуа-Нова Гвінея.
- Фіджійська: Фіджі.
- Самоанська: Самоа.
- Тонганська: Тонга.
- Маорі: Нова Зеландія.